# Sestrunj (sziget)
Sestrunj (olaszul: Sestrugno) egy sziget az Adriai-tengerben, Horvátországban, a Zárai szigetvilágban.

## Leírása
Sestrunj szigete az északnyugati Molat, Veli és Mali Tun, a nyugati Zverinac, a délnyugati és déli Dugi Otok, a délkeleti Iža, a keleti Ugljan és az északkeleti Rivne szigetei között fekszik. Területe 15,12 km², lakosai nak száma 45 (2011). A sziget a dinári irányban nyúlik el, hossza 11 km, legnagyobb szélessége pedig 2 km. Sestrunjhoz tartoznak Rivanj (3,6 km²), Sestrica Vela (0,2 km²), Sestrica Sridnja (0,1 km²), Sestrica Mala (0,03 km²), Veli Paranak (0,03 km²) és Mali Paranak (0,03 km²) szigetei is. A partvonal hossza 29,3 km, a tagoltsági index pedig 2,1. A délkeleti partvonal inkább tagolt (itt találhatók a Kablin, a Hrvatin vagy Hrvatinj, a Dumboćica, a Marovica és a Sušica öblök is), mint a sziget északnyugati része. Sestrunj felső krétakori mészkőből és dolomitból épül fel. Legmagasabb pontja az Obručar (185 m). A szigetet többnyire macchia borítja (a sziget területének mintegy 80% -át teszi ki). 

## Gazdaság
A sziget lakói szőlő, olajbogyó, füge stb. termesztésével, valamint állattenyésztéssel, halászattal és turizmussal foglalkoznak. Olajmalmát 2003-ban alapították. Kompjáratok kötik össze Zárával. A sziget belsejében egyetlen település alakult ki.

## Története
A Gručinica és a Gračina nevű magaslatokon található várromok tanúsága szerint a sziget már az ókorban lakott volt. Több kőbánya is volt a szigeten. Első ismert lakói az illírek voltak, akik felépítették erődített településeiket. Első írásos említése Bíborbanszületett Konstantin császártól a 10. századból származik. A történeti források „Estrium” vagy „Estium” alakban említik. Neve valószínűleg latin eredetű és az „extraneus” (külső) melléknévből származik. A középkorban Zára szigetbirtokainak szerves része volt, a velencei uralom idején (15. - 18. század) a tégla és a cserép gyártása fejlődött ki a szigeten. Plébániáját már 1579-ben említik, amikor plébániatemploma is épült. 1640-ben a zárai Soppe nemesi család szerezte meg. A 17. századtól olasz nemesi családok birtoka volt. Lakói 1904-ben tizenhatezer forintért váltották meg földjeiket az utolsó birtokostól. Az I. világháborút követően előbb a Szerb-Horvát-Szlovén Királyság, majd Jugoszlávia része lett. 1943-ban az olasz megszállók tizenkét helyi embert lőttek agyon, házaikat pedig felgyújtották. Az 1970-es évektől a több munkalehetőség miatt több fiatal költözött a nagyobb városokba és vándorolt ki az Egyesült Államokban és Ausztráliában is. A lakosság csökkenése miatt iskoláját is be kellett zárni.